# Бокс
Вижте пояснителната страница за други значения на Бокс.
Боксът (на френски: boxe; на английски: boxing) е вид контактен спорт, при който играчите си нанасят един на друг удари със специални ръкавици. Боят се дели на 12 рунда, от по 3 минути, и се контролира от съдия (рефер). Победа се присъжда тогава, когато съперникът е повален и не може да се повдигне в продължение на 10 секунди (нокаут) или ако получи травма, непозволяваща му да продължи боя (технически нокаут). Ако след края на рундовете боят не е прекратен, то победителят се определя чрез оценки от съдии.

## История на бокса
Различията, които срещаме в отделните публикации по отношение възникването на
бокса, постепенно намаляват. Историците и специалистите, посветили се на
разкриването корените на историческото развитие на бокса вече са единодушни.

### Древност
По исторически данни, обосновани от египетските йероглифи, статуите в Древна Гърция и Египет, рисунките по намерените древни вази и други, боксът е съществувал още преди 5000 и повече години като жестоко и сурово единоборство.
Няма съмнение, че развитието на бокса като изкуство за самозащита и състезателен спорт е свързано с древните олимпийски игри. Както и сега, така и в дълбока древност състезанията били едни от главните стимулатори за развитието и масовизирането на отделни спортове. Именно благодарение на древните олимпийски игри „юмручният бой“ се разпространил първоначално из цяла Гърция, а по-късно по време на Римската империя – по целия известен тогава свят.
Интересни са данните на някои автори, които посочват, че участниците през тази епоха използвали кожени ръкавици, намазани с масло, познавали кожения чувал като средство за тренировка и за развиване на ударната сила. Някои използвали дори защитни кожени шапки, наречени „амфотаид“, и защитни предпазители за зъбите, които били подобни на съвременните.
Отначало юмручният бой се култивирал като традиционно състезание сред войниците на Древна Елада, а по-късно и сред славянските народи.
Разликата между древния юмручен бой и съвременния бокс е огромна. Тогава не е имало теглови категории, рундовете не били определени по брой или продължителност, липсвали сегашните меки ръкавици, не били строго посочени забранените удари и действия, нямало стремеж към осигуряване на здравеопазването и т.н.
На времето съществували и известни състезателни „правила“:
- боят се водел със специални ръкавици, наречени „цестах“. Върху тях нямало овални или други остри метални приложения за увеличаване на ударната сила. Такива предмети използвали в следващия период римските гладиатори;
- бойците били голи и жените не се допускали отначало да наблюдават състезанията като зрители;
- ударите се нанасяли главно в главата. Тогава се смятало, че да се насочват удари в трупа, е неетично. Ударите под носа били забранени и затова не се използвали предпазни средства;
- продължителността на боя била неограничена. Бойците продължавали, докато единият от тях падне безпомощен на земята (на пода) или се откаже;
- нямало ограничен боксов ринг, на който да се провеждат двубоите;
- на олимпийските игри бойците по взаимно съгласие могли да си дават почивки, след което продължавали боя;
- когато след няколкочасов двубой бойците не можели да продължат боя, по жребие (кои да започне) им се разрешавало да си нанасят по един или по повече удари, без да прилагат никаква защита;
- победеният получавал купа, а на победителя шампион се издигала статуя в свещения Аятис и той получавал материална подкрепа за цял живот.

Юмручното единоборство се развива и масовизира бързо в Древна Гърция Въпреки това то било включено в програмата на древните олимпийски игри едва през 988 г. пр.н.е. През тази епоха в олимпиадите участвали предимно гърци.
Основното „техническо“ средство по онова време били отначало голите юмруци, но поради честото им травматизиране те започнали да се покриват с кожени предпазители (стропиони и цестуси), а по-късно започнали да се използват и първобитните ръкавици със стоманени топки отпред в ударната част. Особено „изобретателни“ в това отношение били римляните, които всячески се стремели да увеличат ударната сила. В римската империя древният бокс имал още по-ожесточен характер, който, стимулиран и от печалбите, довеждал често до смъртта на единия от бойците. Угрозата от тези тежки последици постепенно насочва вниманието и към защитата, който дотогава била доста пренебрегвана, а характерното за състезанието били безогледните размени на удари главно по главата. С това боксът изменил постепенно своя облик, добил по-оригинален вид и станал най-любим спорт за римляните.
Въпреки суровия характер юмручният бой представлявал важно средство за развиване смелостта, решителността, упоритостта, силата и издръжливостта. Ето защо бил използван за бойна подготовка и за отбрана, т.е. като средство за военна подготовка.
По-късно наред с юмручното единоборство, чрез което се решавали спорни въпроси, се обособили и масови състезания „стена срещу стена“ с участието на млади и стари.
Независимо че страничните удари (крошетата) са по-естествени, инстинктивни похвати за водене на боя, установено е, че техниката на съвременните прави удари е изобретение на древните гърци. Историците се обосновават главно с внедряването и еволюцията на цестуса.
Първоначално цестусът се използвал в Древния Египет, а по-късно в Крит и Гърция. Той представлявал кожен ремък (или пояс), който се обвивал мишницата близо до лакътните ямки. По този начин цестусът си осигурявал значителна ударна повърхност.
По-късно този цестус се заменя с т.нар. „мека“ ръкавица – цестух, но после и той претърпял по-нататъшни промени, които били наложени от увеличения брой участници в олимпийските игри. „Ръкавицата“ станала по-твърда и обвиванията се правели главно да се предпази ръката от травматизиране вследствие на многократно нанасяните удари. Олимпийските игри допринасят за по-нататъшния развитие на юмручното единоборство. Още от древното минало бокса е най-популярния спорт.

### Ренесанс и Нова история
Най-голям принос за развитието на боксовата техника и тактика дават фехтовката и нейните представители в т. нар. „английска епоха на възраждането на бокса“ (1700 – 1800 г.). По време на Ренесанса юмручният спорт търпи известен упадък. Доказано е, че съвременната отбранителна тактика е обоснована в основни линии от многогодишния опит в древността, когато с помощта на левия удар боецът държал противника си на разстояние, нарушавал равновесието му чрез блъскане, спирал настъплението му, подготвял за решителен удар по-силната дясна ръка.
С увеличаване на броя на участниците в олимпийските игри от всички краища на Гръцката и Римската империя конкуренцията, съперничеството нараствало и шампиони ставали все по-достойни представители.
Известно е, че юмручните бойци маневрирали умело през цялото време, с което създавали благоприятни изходни ситуации за атака и контраатака. От запазените статуи и рисунки се вижда, че много от юмручните бойци имали почти съвременна стойка и отлично телосложение – тънки крака, широки рамене, продълговати мускули. Установено е, че бойците на древността били по-ловки и по-издръжливи, по-бързи и по-силни и с нищо не биха отстъпили и на най-добрите сегашни професионални боксьори. Историците посочват любопитни случаи. Известният от античните олимпийски игри боец Тазос Театенос в продължение на 20 години побеждава в 1400 боя. Имало е случаи, когато в един ден е провеждал по 10 двубоя.
Независимо че тези „аполони“ са олимпийски шампиони преди 2000 и повече години, много историци ги поставят на едно ниво с най-добрите професионални боксьори като Фиг, Броутон, Съливан, Доксфрис, Джексон, Демиси, Луис и Робинзон.
В програмата на древните олимпийски игри бил включен и панкратионът. Това било сурово и жестоко състезание, в което се съчетавали борбата и юмручният бой. По исторически данни в него участвали много известни юмручни бойци от древността (Театенос, Юфимос, Глаукос и др.).
Няколко века по-късно юмручните боеве започнали да се възраждат отначало в Европа, а след това и в Америка.
Първото споменаване за бокс в Англия е през 1681 г. През XVII-XVIII век боксът става много популярен сред англичаните и те считат лондонския майстор на кожените ръкавици Джеймс Фиг за основоположник на съвременния бокс. Той е първият шампион в бокса, който за да спечели боя използва главно юмруците си. Печели всичките си срещи от 1719 до 1730, когато се оттегля от бокса. По това време прилагането на хватки от борбата не са забранени, както и хапане, бъркане в очите, хващане за косата, удари с крак и удари под пояса, не е било забранено и удрянето на паднал противник. Не е имало ограничение във времето на боя. Премахват се твърдите метални топки от кожените предпазители. Англичаните се насочват главно към овладяване и развиване на боя от далечно разстояние. Този техен маниер на боксиране продължава повече от две столетия.
Юмручният бой си пробива път и обхваща вече много страни в Европа. Наред с масовизирането му в Англия, Италия и други страни юмручното единоборство става особено популярно и в Русия. Много от етнографите отразяват в своите книги подвизите на славните руски юмручни бойци.
Принос за развитието на бокса дава и Джак Броутон – ученик на Фиг (държи титлата шампион от 1735 до 1750), който изготвя първия боксов правилник (1743), по силата на който се забранява да се нанася удар на падналия състезател и ако единият от боксьорите е в нокдаун се дава 30 секунди почивка. Броутон използва боксовите ръкавици в тренировките си и настоява да се помисли за прилагането им и по време на боя. Настоява пълнежът на ръкавиците за тренировка и състезания да бъде от гъвкави косми с оглед максимално намаляване на силата на удара и предпазване от травми. Този правилник е представен за първи път в неговото училище на Оксфорд стрийт и е измислен след като наранил претендент за титлата и след боя опонента му умрял.
Изследванията потвърждават, че с всяка измината година броят на състезанията се увеличава през XIII-XVIII век. Те се организират с подходящи ритуали, с което се повишава тържествеността, а оттам и интересът на младежите към този мъжествен спорт.
Историците твърдят също, че един от най-признатите състезатели и специалисти-пионери на бокса в научен аспект, е Даниел Мендоза (1792 г.). Той не разчитал на грубите физически качества и особено на силата, а изготвил оригинални технико-тактически атакуващи и контраатакуващи комплекси, които умело прилагал в боя. По-късно Мендоза бил един от най-добрите преподаватели по бокс в Англия, Ирландия и Шотландия.
След Даниел Мендоза през периода 1788 – 1795 г. се появил Джон Джексън, който го победил в 10-ата минута. Джексън обучавал лорд Байрон и представители на „висшето общество“.
През периода 1798 – 1809 г. като феномен бил считан Джем Белгер, започнал да участва в състезания на 16-годишна възраст. Успехите му били изградени главно върху бързината, внезапността и разчетливостта. Той нанасял удари предимно когато противникът се оттеглял, т.е. прилагал отговаряща контраатака.
Известни в историята останали Том Гриб с отбранителния си стил на боксиране и съвременния тренировъчен режим, който си налагал; Том Сойер с двойния ляв удар в главата; Мейс, който боксирал еднакво добре с голи юмруци и с ръкавици и се счита за последен представител на английския юмручен бой. Мейс създал по-късно боксова школа в Америка и Австралия. Там израстват такива състезатели като Питър Джонсън, Боб Фитцимонс, Грифо и др. Почват да се търсят по-съвременни методи и средства за обучение и боксиране. Левият прав удар се налага вече като основно технико-тактическо средство. Започват тренировки за умелото и разнопосочно придвижване, което било предизвикано от ограничаването на пространството за двубоя. С изменение на боксовия правилник през 1838, допълнен през 1853, се включват нови правила – боят се провежда вече на ринг – квадрат с дължина 7,30 метра, опасан с въжета. Забранява се хапането, бъркането в очите, ударите под пояса и ритането. Това дава още по-голям стимул за развитието на боксовия спорт, който се пренася извън нашия континент – в Америка. Там благодарение на огромните печалби, които носи на менажерите, и голямата слава на победителите в един къс период броят на занимаващите се с бокс става неимоверно голям. Расте и броят на треньорите, които усилено търсят пътища и средства за обогатяване на техниката и тактиката. В тази насока те постигат известен успех. Двустранните срещи на отделните боксьори, чиято продължителност на боя била далеч по-голяма от днешната, били наблюдавани от десетки хиляди любители на бокса. Подобряват се кожените предпазители на ръцете, увеличават се защитните прийоми в тактическите действия.
Участието на ниски на ръст състезатели в боксови срещи с високи противници постепенно наложило да се изменя маниерът на боксиране. Използването само на прави удари от ниските състезатели се оказало неефективно и те често губели срещите. Ето защо през XIX век започва използването на крошетата, а оттам и воденето на близък бой. С това двубоите станали още по-разнообразни и по-интересни, а по-малките на ръст започнали често да побеждават по-високите си
партньори, което ги стимулирало много.
През 1869 г. след неколкократно проведените срещи между Европа и Америка се организира н се провежда първата среща за световно първенство, в която американецът Мак Кол побеждава англичанина Ален. Тези международни срещи са съпроводени с шумни реклами, големи обзалагания и били масово посещавани въпреки скъпите входни билети. Интересът към професионалния бокс нараствал все повече и повече. Неговите изисквания обаче – морални и материални, неговите комерчески насоки и суровост не давали възможност за действително масовизиране на бокса и практикуването му от народа.
Юмручните боеве въпреки тежките травми се радвали на голяма популярност, а бойците се отличавали с отлично здраве и дълголетие (Браутон живял 85 години, Мендоза – 73, Джексън – 76, Белгер – 71, и т.н.).

### Правилата на маркиз Куинсбъри
С излизането на първия аматьорски правилник през 1865, съставен от маркиз
Куинсбъри, започнало изграждането на новия облик на аматьорския бокс. Според изискванията на този правилник станало задължително използването на боксови ръкавици, които въпреки неопределения си размер и тегло намалили в значителна степен както ударната сила, така и травматизирането на ръцете и главата. Особено ценно било и ограничаването продължителността на боя – определяло се времетраенето на рундовете. С това тежкият и суров боксов спорт станал по-достъпен за младежите.
Състезателните правила на маркиз Куинсбъри – Джон Шатло Дъглас, включвали следното:
1. Състезанията трябва да се провеждат при спазване на правилата върху квадратен ринг със страна 7,30 м (или близко до тази дължина).
2. Не се разрешава прилагането на похвати за борба или хващането на противника с увисване над него.
3. Продължителността на рунда е определена на 3 минути с едноминутно прекъсване.
4. Ако единият от противниците (поради слабост или по каквато и да е друга причина) падне, той е длъжен да стане без странична помощ в продължение на 10 секунди, а в същото време другият е длъжен да отиде в своя ъгъл. Когато падналият стане отново на крака, боят продължава до изтичането на трите минути на рунда. Ако единият от противниците не стане до изтичането на 10 секунди след падането, за да възобнови боя, реферите имат право да обявят за победител другия боксьор.
5. Боксьор, който виси на въжетата и на когото краката не опират на земята, се счита за лежащ на земята.
6. Никой няма право – нито секундантите, нито който и да е било, да влиза в ринга по време на боя.
7. Ако двубоят е прекъснат поради обективни причини, реферите са длъжни колкото може по-скоро да посочат къде и кога той ще бъде завършен, за да определят законният победител и победеният, ако участниците не стигат до взаимно съгласие да анулират двубоя.
8. Ръкавиците да бъдат боксови, с нормални размери, от най-добро качество и съвършено нови.
9. Ако ръкавицата се разкъса или развърже, тя трябва да бъде заменена с друга, удовлетворяваща изискванията на рефера.
10. Боксьор, който стои на колене, се счита за лежащ на земята. Ако в този момент той получи удар, се обявява за победител.
11. Обувките с пирони и с токове са забранени за използване.

Първите представители на бокса в Америка били младежите, които отивали да учат в Англия. Там те имали възможност не само да се запознаят с този спорт, но и да го изучат до такава степен, че след завръщането си в Америка да обучават и да устройват състезания между негрите роби. Така боксът в новия континент се практикувал предимно сред негрите. Първият бял състезател, донесъл голяма спортна слава на Америка по онова време, бил цирковият борец и тежкоатлет Джон Съливан. Той участвал успоредно с новия правилник на Куинсбъри и в срещи по старите „Лондонски“ правила (т.е. с голи юмруци) чак до 1889, когато побеждава Джейк Килрайн с нокаут в 75 рунд (боят продължава общо 2 часа и 16 минути).

### Професионален бокс
Професионалният бокс, оформил се вече като средство за големи печалби, проникнал във всички европейски държави и в Америка. В него измененията на правилата ставали много трудно и мудно; доминирал стремежът боксът да запази зрелищния си характер. Започват да се редуват срещи за световната титла, които наред с огромните печалби поддържали интереса на хилядите привърженици на бокса. Невинаги обаче най-добрият завоювал победата. Големите обзалагания предизвиквали подкупване на някои гладуващи боксьори, които губели нарочно. Други бивали заплашвани, за да сторят същото, и т.н.
Особено трагична е участта на афроамериканеца Джо Луис. След световна спортна слава, напълнила джобовете на много мениджъри, Луис остава с големи дългове, които дълго тежат на семейството му.
Подобна е участта на повечето професионалисти. Това именно довежда до упадък на професионалния бокс, до намаляване броя на боксьорите професионалисти.
За разлика от жестокия и вреден професионален бокс аматьорското единоборство се радва на все по-голямо популяризиране и масовизиране. През 1904 г. на Третата олимпиада в Сент Луис боксът е включен в програма на олимпийските игри. През 1924 г. се учредява Международната боксова аматьорска федерация (АИБА), която поема организирането и провеждането на всички европейски първенства и олимпийски боксови турнири. АИБА допринася много за развитието на аматьорския бокс. По своя инициатива и по предложение на различните боксови федерации тя изменя и допълва международния боксов правилник с оглед да се повиши технико-тактическото майсторство, да се намали силовата тенденция на някои страни, да се запази здравето на боксьорите и да се увеличи спортното им дълголетие. АИБА поема и организира провеждането на всички световни първенства за всички възрасти, сега вече и за жени. Наред с олимпийските игри и световните първенства в календара на тази организация са включени и много международни турнири, които се провеждат по целия свят. Континенталните първенства като например европейското се поемат от континенталните федерации които са членки на АИБА.